# Psychotria teysmanniana
Psychotria teysmanniana là một loài thực vật có hoa trong họ Thiến thảo. Loài này được (Miq.) Boerl. miêu tả khoa học đầu tiên năm 1891.